# Moto Guzzi NTX
Die Moto Guzzi NTX ist ein Motorrad des italienischen Herstellers Moto Guzzi, das von 1987 bis 1995 in Mandello del Lario gebaut wurde. Es war eine im Vergleich zu ihrem Vorgängermodell V65 TT / V35 TT mechanisch weitgehend unveränderte Reiseenduro mit zunächst 350 und 650 cm³ Hubraum. 1990 wurden beide Modelle durch eine 750er Variante mit dem ein Jahr zuvor in der 750 SP eingeführten 744-cm³-Motor ersetzt.
Das Motorrad erreicht nach Herstellerangaben eine Höchstgeschwindigkeit von 140 km/h (350er) bzw. 170 km/h (650er und 750er). Das Leergewicht beträgt fahrfertig, vollgetankt 196 kg (350er) bzw. 201 kg (650er). Die Zuladung beträgt für die Klasse beachtliche 195 kg.
In Deutschland waren im Laufe der Jahre die folgenden Lackierungen erhältlich: gelb/weiß/schwarz und weiß/blau/rot für die 350er; rot/weiß, weiß/blau/rot, später rot/dunkelgrau mit schwarzer Sitzbank und dunkelgrau/weiß mit roter Sitzbank für die 650er; weiß/blau und hellblau/dunkelblau mit blauer Sitzbank für die 750er.

## Technik

### Antrieb
Der längs eingebaute, luftgekühlte Viertakt-Zweizylinder-V-Motor hat, wie alle V-Motoren von Moto Guzzi seit 1967, einen Zylinderwinkel von 90 Grad. Pro Zylinder werden je ein Ein- und ein Auslassventil von einer untenliegenden Nockenwelle über Stößel, Stoßstangen und Kipphebel gesteuert.
Die Gemischbildung übernehmen zwei Vergaser von Dell’Orto. Der Kraftstofftank fasst 32 Liter bzw. 30 Liter bei der 750er, davon sind 11 Liter Reserve.
Die NTX hat eine mechanisch betätigte Einscheiben-Trockenkupplung und ein Fünfganggetriebe.

### Rahmen und Fahrwerk
Die NTX hat einen Doppelschleifenrahmen aus Stahlrohr mit geschraubten Unterzügen.
Das 21″-Vorderrad wird von einer nicht einstellbaren Teleskopgabel von Marzocchi mit 40 mm Standrohrdurchmesser und 210 mm Federweg geführt.
Am 18″-Hinterrad ist es eine Zweiarmschwinge aus Aluminium mit Feder-Dämpfer-Einheiten mit externen Ausgleichsbehältern, die Federbasis ist in 5 Stufen einstellbar. Ein Kardanantrieb überträgt die Kraft an das Hinterrad über eine Kardanwelle im rechten Schwingenarm, links ist eine Momentabstützung angebracht. Wie bei allen Guzzi-Modellen mit der 1977 eingeführten, sogenannten „Small-Block“-Antriebskonstruktion ist die Schwinge drehbar gelagert direkt am Getriebegehäuse angeschraubt.

### Bremsanlage
Vorder- und Hinterrad haben je eine hydraulisch betätigte Einscheibenbremse mit axial geschraubten Zweikolben-Festsätteln. Der Durchmesser beider Bremsscheiben beträgt 260 mm. Die vordere Bremsanlage der 750er ist komplett verkleidet.

### Technische Daten im Vergleich
| Typ                   | NTX 350                         | NTX 650            | NTX 750            | 750 X P.A.    |
| Bauzeitraum           | 1987–1990                       | 1987–1990          | 1990–1995          | 1992–2001     |
| Hubraum               | 346,2 cm³ 349,2 cm³             | 643,4 cm³          | 743,9 cm³          | 743,9 cm³     |
| Bohrung × Hub         | 66 mm × 50,6 mm 74 mm × 40,5 mm | 80 mm × 64 mm      | 80 mm × 74 mm      | 80 mm × 74 mm |
| Verdichtung           | 10,0 : 1 10,3 : 1               | 10,0 : 1           | 9,7 : 1            | 9,6 : 1       |
| Vergaser              | VHB 26 PHBH 28                  | PHBH 30            | PHBH 30            | PHBH 30       |
| Nennleistung          | 26 kW (35 PS)                   | 35 kW (48 PS)      | 39 kW (52 PS)      | 35 kW (48 PS) |
| – bei Drehzahl        | 8100/min                        | 7400/min           | 6600/min           | 6200/min      |
| Max. Drehmoment       | 27 Nm                           | 49 Nm              | 60 Nm              | k. A.         |
| – bei Drehzahl        | 6500/min                        | 4000/min           | 3200/min           | k. A.         |
| Leergewicht           | 196 kg                          | 201 kg             | 208 kg             | 215 kg        |
| Höchstgeschwindigkeit | 140 km/h                        | 170 km/h           | 170 km/h           | k. A.         |
| Benzinverbrauch       | ca. 4,6 l / 100 km              | ca. 5,5 l / 100 km | ca. 5,8 l / 100 km | k. A.         |

## Sondermodell für die Polizei
Auf Basis der NTX 750 wurde von 1992 bis 2001 für die italienische Polizei das azzurro/weiß lackierte Sondermodell 750 X P.A. u. a. mit geringerer Radgröße (vorne 18″, hinten 16″), Blaulicht und festen Seitenkoffern gebaut (Serien PA 1A 1992–1994 und PA 2A 1995–2001). P.A. steht im Italienischen für „Pubblica Amministrazione“. Das auch als 750 X Polizia bezeichnete Modell war im Neuzustand nicht frei verkäuflich, erfreut sich dafür gebraucht einer gewissen Beliebtheit unter Fans und Sammlern.